# Rhegmoclema minus
Rhegmoclema minus är en tvåvingeart som beskrevs av Cook 1955. Rhegmoclema minus ingår i släktet Rhegmoclema och familjen dyngmyggor. Inga underarter finns listade i Catalogue of Life.